# هيلير فالدور سيدير
هيلير فالدور سيدير (مواليد 7 سبتمبر 1964) هو سياسي إستوني يشغل منصب رئيس حزب إيزاما منذ 13 مايو 2017.